# Chapelle de la Bonne-Dame d'Argenton-sur-Creuse
La chapelle de la Bonne-Dame d'Argenton-sur-Creuse est une chapelle catholique française. Elle est située sur le territoire de la commune d'Argenton-sur-Creuse, dans le département de l'Indre, en région Centre-Val de Loire.

## Situation
La chapelle se trouve dans la commune d'Argenton-sur-Creuse, au sud du département de l'Indre, en région Centre-Val de Loire. Elle est située dans la région naturelle du Boischaut Sud. La chapelle dépend de l'archidiocèse de Bourges, du doyenné du Val de Creuse et de la paroisse d'Argenton-sur-Creuse.

## Histoire
Reconstruite au XVe siècle, sur les restes d'un sanctuaire érigé au IIe siècle par saint Ursin, premier évêque du Berry, Notre-Dame-des-Bancs, ou des Vignes, est d'abord la chapelle castrale de la forteresse de la ville haute.
Elle a été érigée en une vicairie dont l'histoire est connue dès 1430.

### Origine du pèlerinage
En 1631, le château est démantelé sur ordre de Richelieu, mais sa chapelle est conservée. L'épidémie de peste de l'année suivante épargne Argenton. Les habitants font alors en témoignage de reconnaissance « le vœu de chômer et de solenniser tous les ans à perpétuité la fête de la Présentation de Notre-Dame et d'aller en procession et chanter la grand-messe à Notre-Dame des Bancs ». À partir de 1633, une statue du XVe siècle de la « Vierge à l'Enfant » a ainsi été portée chaque année par les paroissiens jusqu'à l'ancienne chapelle castrale à travers les rues pavoisées et ornées d'arcs de triomphe.
À la Révolution, la statue est profanée. Corde au cou, elle est conduite à la Creuse et jetée à la rivière mais est récupérée par une paroissienne et restituée après la Terreur.
La chapelle, en très mauvais état à la fin du XIXe siècle, a été entièrement reconstruite à partir de 1888 par l'architecte Louis-Alfred Trolliet (1850-1919) à l'initiative du curé de la paroisse, l'abbé Moulin, grâce notamment à un legs de Mme Boucheron d'Esmanoux. En 1899, les travaux étant terminés, une gigantesque statue de la Vierge en cuivre doré est érigée sur la chapelle. Haute de 6,50 mètres, pesant dans les trois tonnes, arrivée par le train, elle a été hissée depuis la gare jusqu'au sanctuaire par dix bœufs et treize chevaux, non sans difficultés, sous les vivats de la population. Elle a été bénie le 2 juillet 1899 par l'archevêque de Bourges, entouré de nombreux prélats et prêtes. Elle sera appelée désormais « la Bonne-Dame ». En juin 1940, la chapelle a été épargnée par les bombes qui se sont abattues autour d'elle mais a souffert par la suite des intempéries.

### Renouveau du pèlerinage
En 1942, un prêtre breton, l'abbé Letourneux, se réfugie à Argenton. Il a une grande dévotion pour la Vierge et visite régulièrement la chapelle. Nommé en 1943 vicaire de Saint-Sauveur, il décide de reprendre la pèlerinage traditionnel, pour les malades et les handicapés qui désirent se mettre sous la protection de la « Bonne-Dame ». En septembre 1943, le pèlerinage reprend. Après la guerre, la chapelle a été restaurée et la vierge monumentale redorée. Lors du cinquantenaire de la restauration par l'abbé Moulin, le cardinal Lefèbvre, archevêque de Bourges, a  béni la chapelle remise en état. Depuis 1943, le pèlerinage s'est poursuivi chaque année, le deuxième dimanche de septembre, la procession dans les rues ayant été cependant supprimée.
La petite statue de la « Vierge à l'Enfant » se trouve au-dessus du maître-autel de la chapelle. Une copie a été déposée dans l'église Saint-Sauveur.

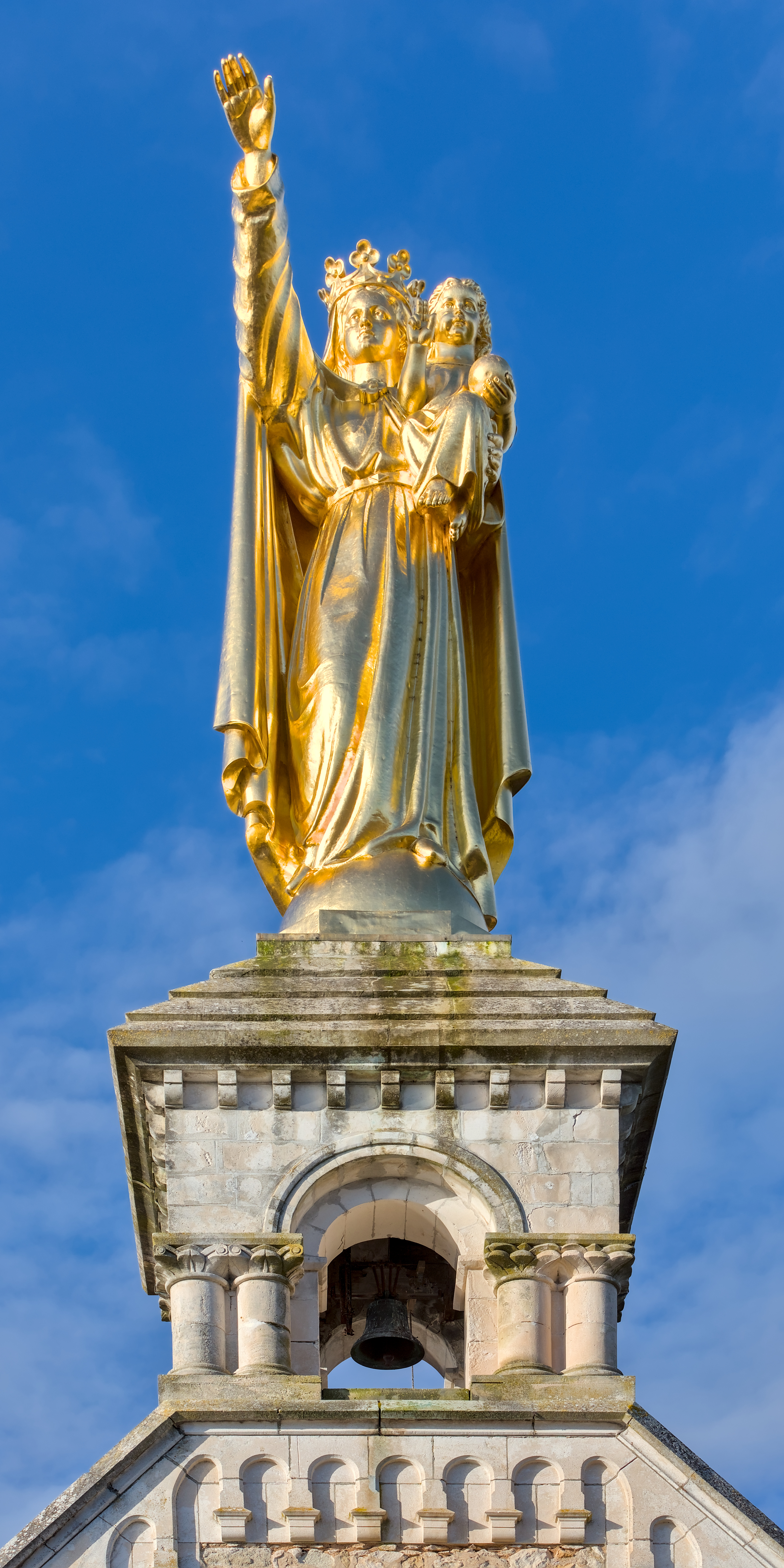
La statue de la Vierge.
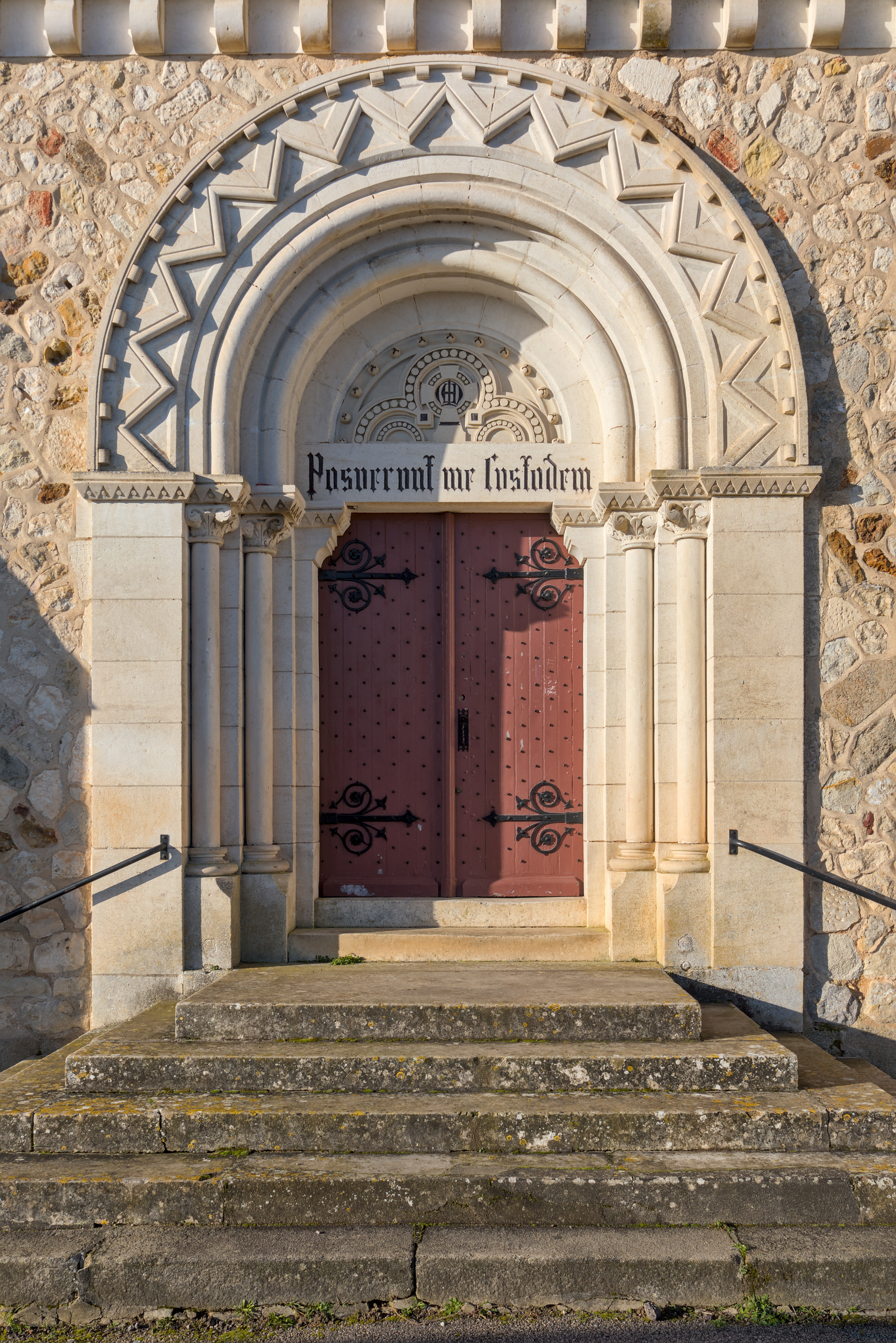
Le portail de la chapelle.
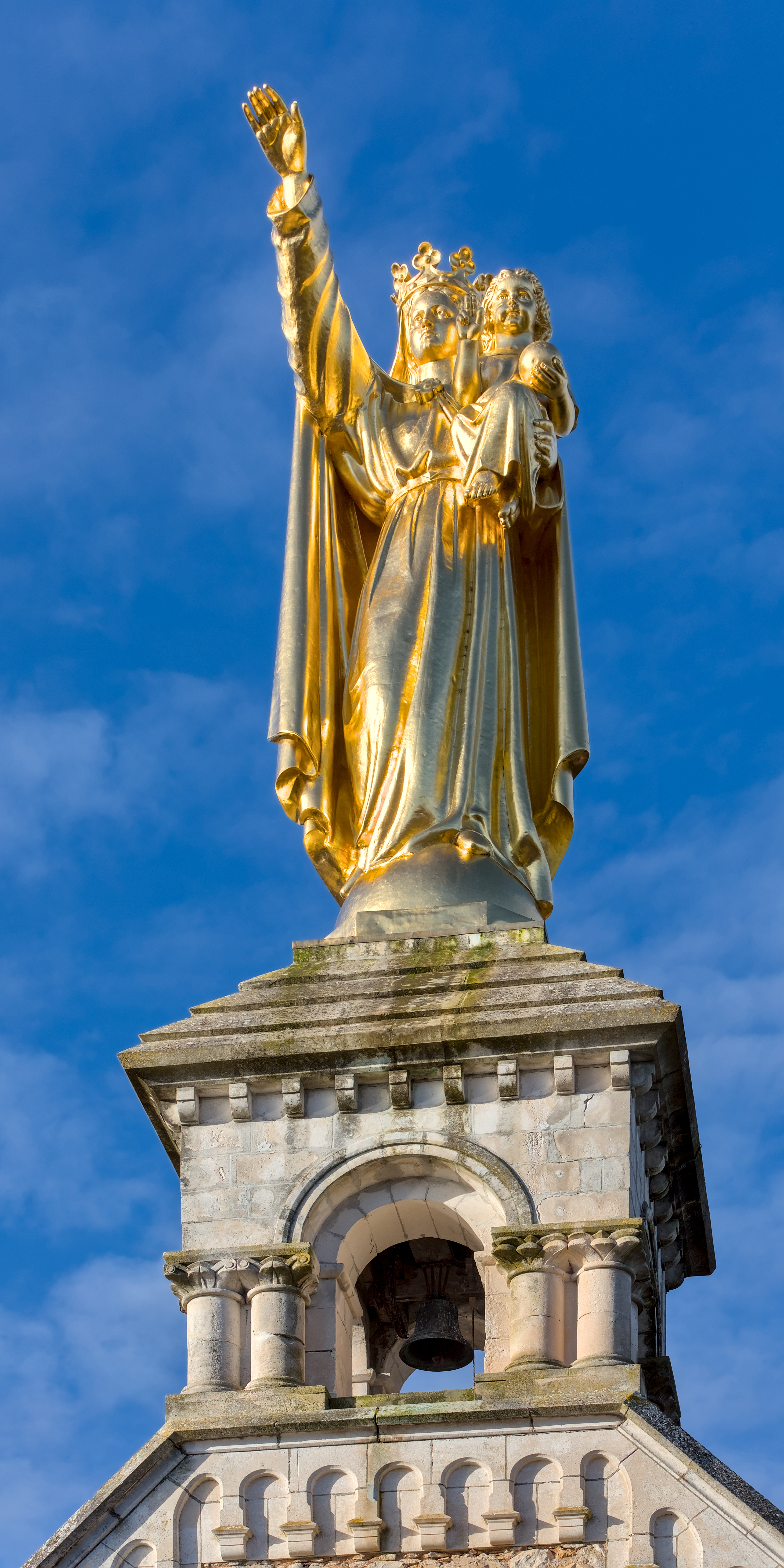
La statue de la Vierge.
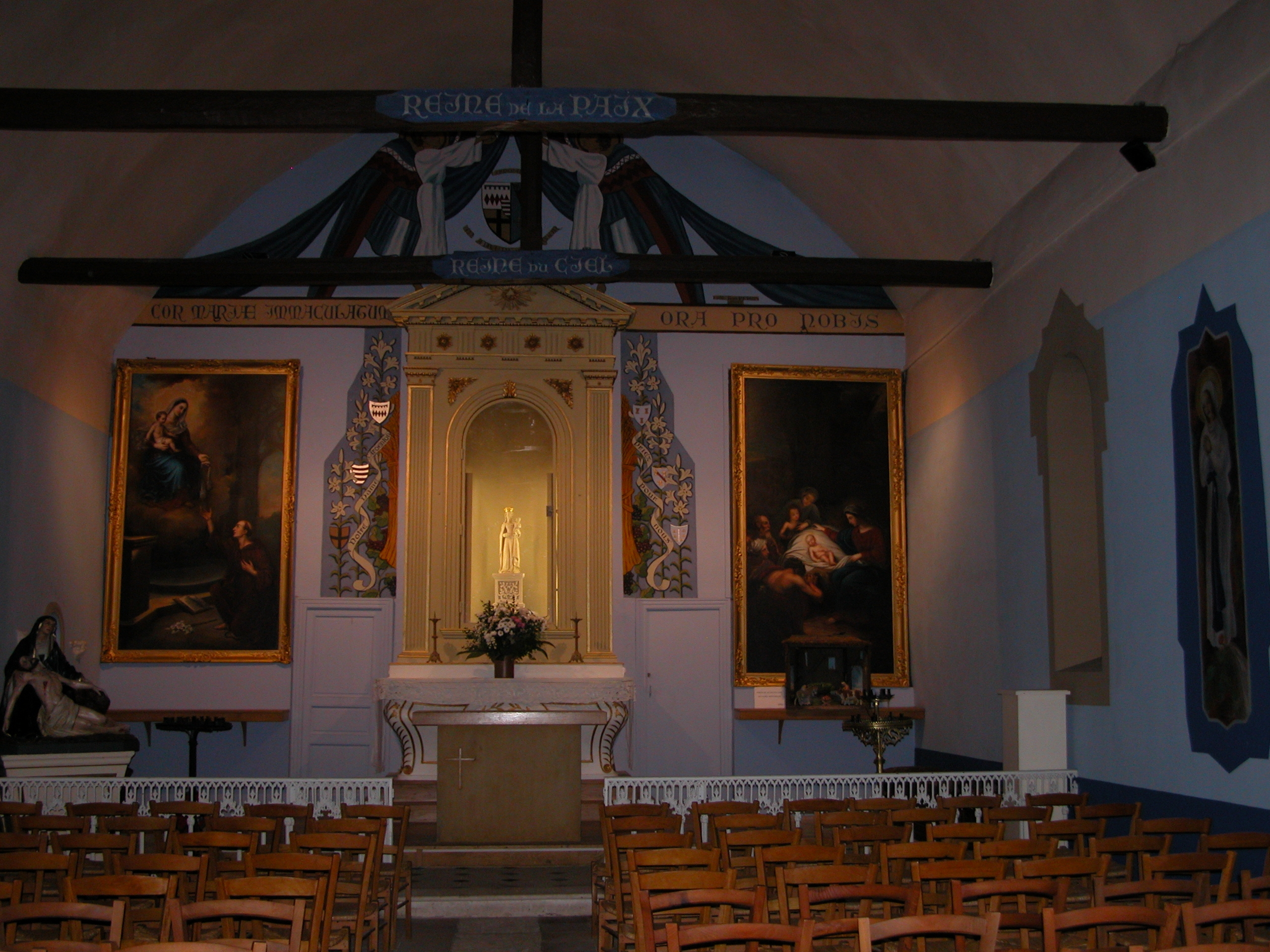
Intérieur de la chapelle de la Bonne-Dame, en 2005.